# Wayne LeBombard
Wayne Arthur LeBombard (* 1. Juni 1944 in Milwaukee; † 24. Juni 2022 in Cottonwood) war ein US-amerikanischer Eisschnellläufer.
LeBombard, der für den West Allis Speed Skating Club startete, nahm an zwei Olympischen Winterspielen teil. Dabei belegte er bei den Olympischen Winterspielen 1964 in Innsbruck den 30. Platz über 10.000 m sowie den 29. Rang über 5000 m und bei den Olympischen Winterspielen 1968 in Grenoble den 28. Platz über 5000 m sowie den 23. Rang über 1500 m. Zudem kam er bei der Mehrkampfweltmeisterschaft 1967 in Oslo auf den 25. Platz im Großen Vierkampf und bei der Sprintweltmeisterschaft 1970 in West Allis auf den 22. Rang im Sprint-Mehrkampf. Nach seiner Karriere arbeitete er in verschiedenen Gelegenheitsjobs, unter anderem für ein Umzugsunternehmen und einen Fahrradladen. Im Jahr 1987 wurde er wegen Gelddiebstahls aus dem Fahrradladen verhaftet und zu einer Strafe von 45 Tagen Gefängnis verurteilt. Zudem wurde er später wegen Drogenkonsums zu einer Bewährungsstrafe und zu einer Drogenentziehung verurteilt.

## Persönliche Bestzeiten
| Disziplin | Zeit         | Datum            | Ort        |
| --------- | ------------ | ---------------- | ---------- |
| 500 m     | 40,66 s      | 21. Februar 1970 | West Allis |
| 1000 m    | 1:24,80 min  | 21. Februar 1970 | West Allis |
| 1500 m    | 2:11,10 min  | 27. Januar 1968  | Inzell     |
| 3000 m    | 4:52,20 min  | 13. Januar 1967  | West Allis |
| 5000 m    | 7:58,70 min  | 31. Januar 1968  | Inzell     |
| 10.000 m  | 16:59,80 min | 18. Januar 1964  | Hamar      |